# Municipio de Liberty (condado de Buchanan)
El municipio de Liberty (en inglés: Liberty Township) es un municipio ubicado en el condado de Buchanan en el estado estadounidense de Iowa. En el año 2010 tenía una población de 1200 habitantes y una densidad poblacional de 13,51 personas por km².

## Geografía
El municipio de Liberty se encuentra ubicado en las coordenadas 42°25′33″N 91°45′46″O / 42.42583, -91.76278. Según la Oficina del Censo de los Estados Unidos, el municipio tiene una superficie total de 88.81 km², de la cual 87,93 km² corresponden a tierra firme y (0,98 %) 0,87 km² es agua.

## Demografía
Según el censo de 2010, había 1200 personas residiendo en el municipio de Liberty. La densidad de población era de 13,51 hab./km². De los 1200 habitantes, el municipio de Liberty estaba compuesto por el 98,42 % blancos, el 0,42 % eran afroamericanos, el 0,17 % eran asiáticos, el 0,08 % eran de otras razas y el 0,92 % eran de una mezcla de razas. Del total de la población el 0,33 % eran hispanos o latinos de cualquier raza.